# Octane (ARC)
Octane is het debuutalbum van de muziekgroep ARC. 

## Inleiding
ARC is een supergroep binnen de elektronische muziek. Ian Boddy had al furore gemaakt en Mark Shreeve was al een tijdje bezig met solo-abums. Ze kenden elkaar al sinds 1982, maar kwamen pas bij dit album echt samen. ARC bleef echter los zand, optreden deed de band zelden (in 2014 hun vijfde; in totaal zouden er tot 2022 acht zijn, aldus album Chronicle). Het album verscheen op Somewhere Else Records, de voorloper van Boddy’s eigen DiN. 
Chuck van Zyl vond dat de samenwerking liet horen dat het resultaat beter was dan de “som der delen”, ze versterkten elkaar. Sonic Immersion zag in het album een modernisering van de elektronische muziek in het genre Berlijnse School voor elektronische muziek Het gebruik van de sequencer daarin bleef onverminderd.

## Musici
- Ian Boddy, Mark Shreeve – synthesizers, elektronica

## Muziek
| Nr. | Titel                                 | Duur  |
| --- | ------------------------------------- | ----- |
| 1.  | Steam (Boddy, Shreeve)                | 10:49 |
| 2.  | Who walks behind you (Boddy, Shreeve) | 8:23  |
| 3.  | Octane (Boddy, Shreeve)               | 14:33 |
| 4.  | Turn and face me (Boddy, Shreeve)     | 8:40  |
| 5.  | Relay (Boddy, Shreeve)                | 9:47  |